# Тоба (язык)
То́ба-ба́такский язык — язык батаки-тоба — крупнейшей из батакских народностей, проживающей в индонезийской провинции Северная Суматра преимущественно на берегах озера Тоба. Этот язык используется в ежедневной коммуникации, в семьях, больше соответствуя неформальной обстановке, тогда как в официальных ситуациях предпочитается индонезийский — из чего можно сделать вывод, что большая часть носителей билингвальна. Вследствие этого, испытывает сильное влияние со стороны индонезийского языка.
Принадлежит к суматранской ветви Австронезийской языковой семьи, число говорящих оценивается в 3 млн чел. По части типологических характеристик, имеет много общих черт с другими языками австронезийской семьи.

## Фонетика
Возможны слоги вида V, CV, VC, CVC.
|               | Губные | Зубные/ Переднеязычные | Палатальные | Заднеязычные | Глоттальные |
| ------------- | ------ | ---------------------- | ----------- | ------------ | ----------- |
| Взрывные      | p      | t                      |             | k            |             |
| Взрывные      | b      | d                      |             | ɡ            |             |
| Аффрикаты     |        |                        | t͡ɕ          |              |             |
| Аффрикаты     |        | d͡ʑ                     |             |              |             |
| Щелевые       |        | s                      |             |              | h           |
| Носовые       | m      | n                      |             | ŋ            |             |
| Дрожащие      |        | r                      |             |              |             |
| Аппроксиманты | w      | l                      | j           |              |             |

| Подъем\Ряд     | Передний | Средний | Задний |
| -------------- | -------- | ------- | ------ |
| Верхний        | i        |         | u      |
| Верхне-средний | e        | ə       | o      |
| Средний        | ɛ        | ə       | ɔ      |
| Нижний         |          | a       |        |

## Типологические характеристики

### Степень свободы выражения грамматических значений
В тоба батак практически отсутствует промежуточная форма между словом и морфемой — клитика. Слова четко разделены на морфологические классы, переходы между которыми осуществляются путем прибавления различных морфем: префиксов (преимущественно), инфиксов, конфиксов, суффиксов (в меньшей степени). Это свидетельствует о сильной тенденции к синтетическому выражению значений и агглютинативном строе языка.
Примеры дериваций:
префиксация:
par + karejo(работать) => parkarejo(работник)
na + malo (умный) => namalo («умник», умный человек)
конфиксация:
ha + hipas (здоровый) + on => hahipason (здоровье)
инфиксация:
dede (капля слюны) + ar => darede (слюна)
Существует, однако, ещё один способ изменения частеречной принадлежности в тоба батак — перемещение ударения.
‘garemor (шумный) => ga’remour (шум)

### Характер границы между морфемами
На стыке морфем наблюдаются фонетические изменения, затрудняющие проведение морфемной границы.
Вставление звуков:
pa + lompa + an => pangalompaan
sa + dangka (ветка) => sandangka (одна ветка фруктов)
Частичная редупликация первого слога в корне (все кроме коды, конечной части слога):
ha + borhat => haboborhat (отъезд)
ha + opat => haoopat (четверка)
ha + ringgas => hariringgas (прилежание)
Впрочем, это явление присуще конкретным морфемам, и потому сравнительно редко. Гораздо больше слов, делящихся на морфемы однозначным образом. Значение деривата при этом определяется совмещением значений составных частей.
ha (деривационная приставка) + dang (несет отрицательное значение) + olo (желающий) => hadangolo (нежелание)
ha + so (не) + ra (возможный) + malum (восстановленный) + on => hasoramalumon (невозможность быть восстановленным)
В тоба батак наблюдается множество сандхи на стыке слов, но кумуляции значений не наблюдается.

### Локус маркирования в посессивной именной группе и предикации
Посессивность в тоба батак выражается с помощью нетривиальной языковой единицы ni, отождествляемой разными исследователями как артикль, предлог или «предварительный модификатор» (англ. premodifier). Соответственно, тип посессивной конструкции в тоба батак назван Ю.Ландером «препозициональным». Считается, что этот показатель произошел из протоавстронезийского маркера генитива *ni, кроме собственно генитивной он имеет и другие функции.
В отсутствие падежей, посессивная конструкция оформляется простым соположением слов: обладаемое + ni + обладатель. Показатель генитива может, как и в некоторых других австронезийских языках, быть опущен в случае, если обладатель одушевленный. Это дает повод охарактеризовать маркирование тоба батак как зависимостное. Примеры:
tarup (крыша) ni jabu (дом) — крыша дома
lappak (обложка) ni bukku (книга) ni si (артикль имени собственного) Pittor (Питтор) — обложка книги Питтора
Если посессор — участник диалога, принадлежность может также выражаться аффиксальным способом:
pat (нога) — pattu (моя нога)
В предикации маркирование также вершинное. Примеры аффиксального выражения множественного числа актантов переходных и непереходных глаголов:
huddul (сидеть, садиться) — marhuddulan (ma hasida) ((они) садятся) - одноместный предикат
lean (давать) — pallean on (tu nasida) (отдать их (им)) - двухместный предикат, используется другой префикс.
buaton (будет взят) — buattonami (будет взят нами)

### Ролевая кодировка
In the analysis made in the dissertation, the clauses:

Manurat (to write) buku (book) do (particle) ibana (he) - 'he is writing a book', will be VOA; [3]
and
Disurat (to be written) ibana (he) do (particle) buku (book) - 'he has written a book', will be VAO. [4]
The two clauses carry the same information as to the relationships between 'writing, book' and 'he'; the only difference lies only in the 'aspect' of the action: in [3] the action of writing is emphasised, in [4] the completion of the action is foregrounded. There is no implication of, or contrast between, active and passive here as in the corresponding English translation, although I use the terms as handy components of complex labels like 'passive transitive' and 'active transitive' to distinguish those two types of clauses.
перевод:
Анализ, примененный в данной работе, утверждает в клаузах:
Manurat (писать) buku (книга) do (частица) ibana (он) - "Он пишет книгу", порядок VOA; [3]
и
Disurat (быть написанным) ibana (он) do (частица) buku (книга) - "Он написал книгу", порядок VAO. [4]

В предложениях содержится одна и та же информация, обозначающая отношения между предикатом "писать", прономиналом "он" и объектом "книга"; единственная разница между ними заключается в аспектуальной составляющей действия: в [3] фокус сосредоточен на действии, в [4] выделен факт совершенности этого действия. При этом разница между т.н. активным и пассивным залогами, ощутимая в переводе, в тоба батак не подразумевается, хотя мы будем использовать эти понятия как удобные компоненты таких сложных определений, как "пассивный переходный", "активный переходный", чтобы различать такие два типа клауз.P.W.J. Nababan, A Grammar of Toba-Batak
Таким образом, указывает Набабан, в тоба батак отсутствуют понятия субъекта и объекта в том смысле, в котором мы понимаем их в английском.
Рассмотрим глагольные конструкции тоба батак в терминологии, предложенной этим автором.
Существует два типа переходных глагольных конструкций: агентивная (состоящая из пассивного переходного глагола и его агента) и объективная (состоящая из активного переходного глагола и его объекта). В обеих конструкциях на первом месте стоит глагол.
Примеры агентивных конструкций:
Hujou hami (do ibana) — (Он) был вызван нами
Ditoŋos nasida (ma hepeŋ i) — (Вот деньги) были ими отправлены
Примеры объективных конструкций:
Manuan eme (do inatta) — (Наша мать) сажает рис
Maŋula hauma (do ibana) — (Он) возделывает рисовое поле
Непереходные глаголы:
Разделяются на два типа. Глаголы первого типа — стативные. Глаголы второго типа, дуративные, начинаясь на m, сопоставляются с соответствующими существительными, начинающимися на p:
mardalan (ходить) — pardalan (ходок)
Субстантивные грамматические категории (число, лицо) выражаются разными глагольными аффиксами, состоящими друг с другом в дополнительной дистрибуции (см. также выше раздел «Локус маркирования в посессивной именной группе и предикации»), так что ролевую кодировку в тоба батак следует признать нейтральной.

### Базовый порядок слов
Основной порядок слов в тоба батак — VOS (verb-object-subject):
Manuhor (V — покупает) manuk (O — курица) inang (S — мать) di (на) onan (рынок) — Мать покупает курицу на рынке.
Впрочем, также возможен и SVO порядок. Как и во многих других языках, инвертированный порядок слов выдвигает на первое место тот член предложения, на котором говорящий хочет сделать акцент.
Inang (S — мать) manuhor (V — покупает) manuk (O — курица) di (на) onan (рынок) — Мать покупает курицу на рынке.

### Яркие особенности
В тоба батак существует специальная частица si, предшествующая именам собственным (используется в изъяснительных предложениях, опускается при обращении по имени).
arga (цена) ni tarup (крыша) ni jabu (дом) ni si Pittor (Питтор) — цена крыши дома Питтора
pat (нога) ni saraoal (штаны) ni si Pittor (Питтор) — штанина Питтора (букв. — нога штанов)
В глагольных префиксах тоба батак присутствует категория инклюзивности для местоимений первого и второго лица:
buat — брать
hubuat — взят мной/нами, не включая тебя
tabuat — взят нами, включая тебя
dibuat — взят не мной
Наравне с активным и пассивным залогами в тоба батак также выделяется реципрокальный (взаимовозвратный) залог:
jou — звать
madjou — звать (кого-то)
dijou — быть позванным (кем-то)
masijouan — звать друг друга